# تپه حمام کهنه
تپه حمام کهنه مربوط به سده‌های میانه دوران‌های تاریخی پس از اسلام است و در شهرستان هرسین، بخش مرکزی، دهستان شیرز، ۲۰۰ متری غرب روستای علی‌آباد واقع شده و این اثر در تاریخ ۲۶ اسفند ۱۳۸۷ با شمارهٔ ثبت ۲۵۴۸۲ به‌عنوان یکی از آثار ملی ایران به ثبت رسیده است.